# Marc Henneaux

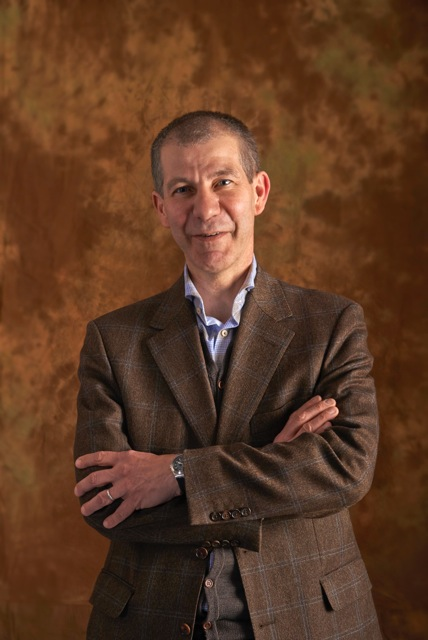
Marc Henneaux

Marc baron Henneaux (Brussel, 1955) is een Belgisch natuurkundige aan de ULB, waar hij ook studeerde. Hij is voorzitter van de Service de Physique Théorique et Mathématique aan de ULB, alsmede van het Internationaal Solvay instituut, dat opgericht werd door Ernest Solvay). In 2000 ontving hij de Francquiprijs voor exacte wetenschappen. Hij is internationaal bekend voor - onder meer - zijn werk in het domein van asymptotische symmetrieën en driedimensionale zwaartekrachtstheorie.
Hij kreeg de titel van baron in 2015.